# Svarttjärnen (Bodums socken, Ångermanland, 710745-150851)
Svarttjärnen är en sjö i Strömsunds kommun i Ångermanland och ingår i Ångermanälvens huvudavrinningsområde.